# Дыхательная недостаточность
Дыхательная недостаточность (ДН) — патологическое состояние, при котором не обеспечивается поддержание нормального газового состава крови либо оно достигается за счёт более интенсивной работы аппарата внешнего дыхания и сердца, что приводит к снижению функциональных возможностей организма. Следует иметь в виду, что функция аппарата внешнего дыхания очень тесно связана с функцией системы кровообращения: при недостаточности внешнего дыхания усиленная работа сердца является одним из важных элементов её компенсации.

## Классификация
Дыхательная недостаточность по типам делится на:
- обструктивный тип
- рестриктивный тип
- диффузный (смешанный) тип

В зависимости от характера течения болезни различают следующие типы ДН:
- острая дыхательная недостаточность;
- хроническая дыхательная недостаточность.

В зависимости от этиопатогенетических факторов (с учётом причины дыхательных расстройств), различают следующие типы ДН:
- бронхолёгочная ДН, которая подразделяется на обструктивную, рестриктивную и диффузионную ДН.
- нервно-мышечная ДН,
- центрогенная ДН,
- торакодиафрагмальная ДН,
- васкулярная ДН (ТЭЛА)

В зависимости от патогенеза также различают следующие типы ДН:
- вентиляционная ДН,
- диффузионная ДН,
- ДН, возникшая в результате нарушения вентиляционно-перфузийных отношений в лёгких.

В зависимости от степени тяжести различают следующие типы хронической ДН:
- I степень — появление одышки при повышенной нагрузке,
- II степень — появление одышки при обычной нагрузке,
- III степень — появление одышки в состоянии покоя.

По характеру расстройств газообмена:
- гипоксемическая
- гиперкапническая

## Патогенез
В основе патогенеза большинства случаев ДН лежит альвеолярная гиповентиляция.
При всех видах ДН из-за недостатка кислорода в крови и гипоксии развиваются компенсаторные реакции органов и тканей. Наиболее часто развивается эритроцитоз, гипергемоглобинемия и увеличение минутного объёма кровообращения. В начальной стадии заболевания эти реакции компенсируют симптомы гипоксии. При значительных нарушениях газообмена эти реакции уже не могут компенсировать гипоксию и сами становятся причинами развития лёгочного сердца.

### Обструктивная дыхательная недостаточность
Обструктивная ДН связана с нарушениями бронхиальной проходимости. В основе патогенеза обструктивной ДН лежит сужение просвета бронхов.
Причины сужения просвета бронхов:
- бронхоспазм,
- аллергический отёк,
- воспалительный отёк,
- инфильтрация слизистой оболочки бронхов,
- закупорка бронхов мокротой,
- склероз бронхиальных стенок,
- деструкция каркаса бронхиальных стенок.

Сужение просвета бронхов является причиной роста сопротивления потоку воздуха в бронхах. Рост сопротивления воздушному потоку приводит к снижению его скорости в геометрической прогрессии. Компенсация снижения скорости воздушного потока происходит за счёт значительных дополнительных усилий дыхательных мышц. Уменьшение просвета бронхов дополняется естественным сужением при выдохе, поэтому при обструктивной ДН выдох всегда затруднён.
Из-за увеличения бронхиального сопротивления на выдохе происходит непроизвольное смещение дыхательной паузы в фазу вдоха. Это смещение происходит с помощью более низкого расположения диафрагмы и инспираторного напряжения дыхательных мышц. При этом вдох начинается при инспираторном растяжении альвеол и увеличивается объём остаточного воздуха.
В начальной стадии развития болезни смещение дыхательной паузы имеет функциональный характер. Впоследствии происходит атрофия альвеолярных стенок из-за сдавления капилляров высоким давлением на выдохе. В результате атрофии альвеолярных стенок развивается вторичная эмфизема лёгких и смещение дыхательной паузы приобретает необратимый характер.
Вследствие увеличения бронхиального сопротивления происходит значительное увеличение нагрузки на дыхательные мышцы и увеличение длительности выдоха. Длительность выдоха по отношению к длительности вдоха может увеличиваться до 3:1 и более. Таким образом 3/4 времени дыхательные мышцы совершают тяжёлую работу по преодолению бронхиального сопротивления. При выраженной обструкции дыхательные мышцы уже не могут полностью компенсировать снижение скорости воздушного потока.
Также в течение 3/4 времени высокое внутригрудное давление сдавливает капилляры и вены лёгких. Сдавливание капилляров и вен приводит к значительному росту сопротивления кровотоку в лёгких. Рост сопротивления кровотоку вызывает вторичную гипертензию малого круга кровообращения. Гипертензия впоследствии приводит к развитию лёгочного сердца.

## Диагноз
Основные клинические проявления ДН — одышка и диффузный цианоз, наблюдаются различные нарушения функционирования различных органов вследствие гипоксии.

### Хроническая дыхательная недостаточность
Как правило, хроническая ДН развивается в течение многих лет. Длительное время хроническая ДН проявляется только одышкой I и II степени (при повышенной и обычной физической нагрузке) и недостатком кислорода в крови (гипоксемия) при обострениях бронхолёгочных заболеваний. Гипоксемия обнаруживается по появлению цианоза или по концентрации оксигемоглобина в крови.
Темпы развития хронической ДН зависят от течения основного заболевания.
Первоначально ДН осложняется гипертензией малого круга кровообращения при одышке II степени. Затем происходит стабилизация гипоксемии и формирование лёгочного сердца.

#### Обструктивная дыхательная недостаточность
Обструктивная ДН характерна для хронического бронхита. Она характеризуется одышкой с затруднённым выдохом.
При осмотре больного отмечаются следующие признаки обструктивной ДН:
- бледность кожи или её сероватый оттенок (из-за диффузного цианоза),
- удлинение выдоха,
- участие в дыхании вспомогательных мышц,
- признаки значительных колебаний внутригрудного давления[3],
- увеличение грудной клетки в переднезаднем размере.

#### Рестриктивная (или ограничительная)
Дыхательная недостаточность по рестриктивному (ограничительному) типу характеризуется ограничением способности лёгочной ткани к расширению и спаданию и встречается при экссудативном плеврите, пневмотораксе, пневмосклерозе, спаечном процессе в плевральной полости, ограниченной подвижности рёберного каркаса, кифосколиозе и так далее. Дыхательная недостаточность при этих состояниях развивается из-за ограничения максимально возможной глубины вдоха.

## Острая дыхательная недостаточность
Острая дыхательная недостаточность (ОДН) — состояние, при котором даже максимальное напряжение функции аппарата внешнего дыхания и компенсаторных механизмов не обеспечивает организм достаточным количеством кислорода и не в состоянии вывести необходимое количество углекислого газа.

### Причины развития ОДН
К нарушению лёгочной вентиляции и развитию дыхательной недостаточности могут приводить различные острые и хронические заболевания бронхолёгочной системы (бронхоэктатическая болезнь, пневмония, ателектаз, кавернозные полости, диссеминированные процессы в лёгком, абсцессы и др.), поражения ЦНС, анемия, гипертензия в малом круге кровообращения, сосудистая патология лёгких и сердца, опухоли лёгких и средостения и др.

### Первичная ОДН
Нарушение функции аппарата внешнего дыхания и регулирующих его систем
- 1. болевой синдром с угнетением внешнего дыхания (перелом рёбер, торакотомия)
- 2. нарушение проходимости верхних дыхательных путей
  - бронхит и бронхиолит с гиперсекрецией слизи и развитием обтурационных ателектазов
  - отёк гортани
  - инородное тело
  - аспирация
- 3. недостаточность функционирования лёгочной ткани
  - массивная бронхопневмония
  - ателектазы
- 4. нарушение центральной регуляции дыхания
  - черепно-мозговая травма
  - электротравма
  - передозировка наркотиков, аналептиков
- 5. недостаточная функция дыхательной мускулатуры
  - полиомиелит, столбняк, ботулизм
  - остаточное действие мышечных релаксантов

### Вторичная ОДН
Поражения, которые не входят в анатомический комплекс дыхательного аппарата
- массивные невозмещённые кровопотери, анемия
- острая сердечная недостаточность с отёком лёгких
- эмболии и тромбозы ветвей лёгочной артерии
- внутриплевральные и внеплевральные сдавления лёгких
  - паралитическая непроходимость кишечника
  - пневмоторакс
  - гидроторакс

### Классификация по механизму образования
- Обструктивная ОДН
- Рестриктивная ОДН
- Гиповентиляционная ОДН
- Шунто-диффузная ОДН

## Хроническая дыхательная недостаточность
Причины (этиология) хронической ДН:
- бронхолёгочные заболевания[4],
- лёгочные васкулиты,
- первичная гипертензия малого круга кровообращения,
- заболевания ЦНС,
- заболевания периферических нервов и мышц,
- некоторые редкие заболевания, например гипофосфатазия.

## Лечение
Основной задачей лечения дыхательной недостаточности является поиск и устранение основной причины дыхательной недостаточности, а также использование ИВЛ при необходимости.

### Принципы лечения острой дыхательной недостаточности
В основе лечения острой дыхательной недостаточности лежит динамическое наблюдение параметров внешнего дыхания больного, газового состава крови и кислотно-основного состояния. Полученные данные необходимо сопоставить с параметрами транспорта кислорода, функциями сердечно-сосудистой системы и других органов.
Общие мероприятия:
- Придать правильное положение телу больного;
- Зафиксировать положение головы и грудной клетки;
- Физиотерапия на область грудной клетки;
- Проведение анестезии;
- Поддержка ИВЛ.

При показании искусственной вентиляции лёгких:
- Использование респираторов различной модификации;
- Поддержание оптимальной растяжимости лёгких;
- Создание минимальной FiO2 для поддержания адекватных РаО2 (не менее 60 мм Hg) и SaO2 (не менее 90 %);
- Обеспечение минимального давления в дыхательных путях во время вдоха;
- Адекватное увлажнение дыхательной смеси;
- Применение положительного давления в конце выдоха, когда FiO2 более или равно 0,5 и не корригирует гипоксию.

Возможная инфекция:
Довольно часто, как осложнение острой дыхательной недостаточности, особенно если больной долго лежит присоединяется инфекция, например воспаление лёгких, поэтому стоит учесть предупреждение и лечение инфекции:
- Адекватный баланс жидкости с поддержанием тканевой перфузии;
- Назначение при повышенном сопротивлении дыхательных путей бронхорасширяющих лекарственных препаратов;
- Применение глюкокортикостероидов, если острая дыхательная недостаточность вызвана бронхоспастическим компонентом;
- Противомикробная и противовирусная терапия;
- Хорошо проветриваемое и отапливаемое помещение;
- Стерильность.

## Прогноз
Зависит от тяжести, скорости нарастания и причин дыхательной недостаточности, а также от адекватности принимаемых мер, при тяжёлом развитии без ИВЛ условно неблагоприятный, с ИВЛ условно благоприятный.